# World Badminton Grand Prix 2001
Der World Badminton Grand Prix 2001 war die 19. Auflage des World Badminton Grand Prix.

## Die Sieger
| Veranstaltung  | Herreneinzel      | Dameneinzel              | Herrendoppel                        | Damendoppel                   | Mixed                           |
| -------------- | ----------------- | ------------------------ | ----------------------------------- | ----------------------------- | ------------------------------- |
| Korea Open     | Peter Gade        | Camilla Martin           | Ha Tae-kwon Kim Dong-moon           | Huang Nanyan Yang Wei         | Kim Dong-moon Ra Kyung-min      |
| All England    | Pullela Gopichand | Gong Zhichao             | Tony Gunawan Halim Haryanto         | Gao Ling Huang Sui            | Zhang Jun Gao Ling              |
| Swiss Open     | Roslin Hashim     | Pi Hongyan               | Michael Søgaard Jim Laugesen        | Ra Kyung-min Lee Kyung-won    | Jens Eriksen Mette Schjoldager  |
| Japan Open     | Roslin Hashim     | Zhou Mi                  | Candra Wijaya Sigit Budiarto        | Gao Ling Huang Sui            | Bambang Suprianto Minarti Timur |
| Malaysia Open  | Ong Ewe Hock      | Gong Ruina               | Candra Wijaya Sigit Budiarto        | Huang Nanyan Yang Wei         | Bambang Suprianto Emma Ermawati |
| Indonesia Open | Marleve Mainaky   | Ellen Angelina           | Candra Wijaya Sigit Budiarto        | Deyana Lomban Vita Marissa    | Tri Kusharyanto Emma Ermawati   |
| Singapur Open  | Taufik Hidayat    | Zhang Ning               | Tony Gunawan Halim Haryanto         | Zhang Jiewen Wei Yili         | Jens Eriksen Mette Schjoldager  |
| US Open        | Lee Hyun-il       | Ra Kyung-min             | Kang Kyung-jin Park Young-duk       | Kim Kyeung-ran Ra Kyung-min   | Mathias Boe Majken Vange        |
| China Open     | Xia Xuanze        | Zhou Mi                  | Zhang Wei Zhang Jun                 | Zhang Jiewen Wei Yili         | Liu Yong Chen Lin               |
| Hong Kong Open | Shon Seung-mo     | Sujitra Ekmongkolpaisarn | Lee Dong-soo Yoo Yong-sung          | Liu Zhen Xiao Luxi            | Kim Dong-moon Ra Kyung-min      |
| German Open    | Kenneth Jonassen  | Pi Hongyan               | Michael Søgaard Jim Laugesen        | Rikke Olsen Helene Kirkegaard | Michael Søgaard Rikke Olsen     |
| Dutch Open     | Lee Tsuen Seng    | Mia Audina               | Jon Holst-Christensen Jesper Larsen | Anastasia Russkikh Xu Huaiwen | Gail Emms Nathan Robertson      |
| Denmark Open   | Bao Chunlai       | Camilla Martin           | Martin Lundgaard Hansen Lars Paaske | Helene Kirkegaard Rikke Olsen | Tri Kusharyanto Emma Ermawati   |
| Thailand Open  | Yong Hock Kin     | Tracey Hallam            | Sigit Budiarto Luluk Hadiyanto      | Eny Erlangga Jo Novita        | Candra Wijaya Jo Novita         |